# Синьора, Фуад
Фуад ас-Синьора (араб. فؤاد السنيورة‎; род. 1943, Сидон) — премьер-министр Ливана с 19 июля 2005 по 27 июня 2009 года.
Родился в Сидоне в семье мусульман-суннитов. Окончил Американский Университет в Бейруте, где позже стал преподавать, а затем работал в банке и был назначен министром финансов. Был другом известного политика Рафика Харири. Известен своими либеральными и антисирийскими взглядами.
Синьора появляется на политическом небосклоне во главе комитета ревизии центрального банка Ливана. В 1982 он по приглашению Рафика Харири начинает работу в его финансовой империи. Сегодня он близок к его сыну, Сааду Харири. Сеньор был министром финансов в 1992—1998 и в 2000—2004 годах в правительствах Рафика Харири.
В 1998 году он был обвинён в коррупции и растратах и это рассматривалось в контексте конфликта между президентом Эмилем Лахудом и вновь избранным покровителем Сеньоры Рафиком Харири.
После победы Харири в 2000 году и возвращению к власти, Синьора снова становится министром и при этом с него снимаются обвинения. В 2002 году Синьора проводит налоговую реформу, сокращая таможенные пошлины и вводя НДС в размере 10 %.